# Francisco de Paula Brito Júnior
Francisco de Paula Brito Júnior (-1967) foi um diplomata português, com o grau de Ministro Plenipotenciário.

## Carreira Diplomática
Destacou-se durante a Primeira Guerra Mundial ao serviço do Ministério dos Negócios Estrangeiros de Portugal, sendo agraciado pelo Governo do Panamá em 1919, aquando da Conferência de Paz em Paris, com a Cruz-Medalha de Solidariedade de segunda classe, também referida como Medalha de Guerra da Justiça, condecoração destinada unicamente a membros das forças armadas aliadas e protagonistas diplomatas da Primeira Guerra Mundial, tendo então o posto de Tenente de Administração Militar.
A 7 de Outubro de 1920 foi colocado como cônsul-geral de Portugal em Honolulu, encarregue daquele consulado. Em 1921 publicou na The Mid-Pacific Magazine o ponto da situação da educação nas colónias portuguesas do Pacífico, Macau e Timor., sendo no mesmo ano Delegado Oficial na primeira Pan-Pacific Educational Conference, representando as colónias portuguesas do Oceano Pacífico.. Em Janeiro de 1924 foi novamente confirmado no mesmo cargo.
Em 1926 era cônsul geral de Portugal em Xangai. No exercício dessas funções, aquando do Massacre de Xangai de 1927, foi descrito como "funcionário dos mais distintos que Portugal tem e um diplomata de vistas largas, muito cuidadoso do bem-estar dos portugueses em Xangai", tendo pedido ao Governo Português uma remessa de tropas para ajudar a defesa da Concessão Internacional de Xangai, então em perigo de uma invasão sanguinária e mortífera, sossegando assim a colónia portuguesa.
A 2 de Agosto de 1932 teve as credenciais aprovadas pelo rei Jorge V como cônsul-geral de Portugal em Londres.
A 12 de Janeiro de 1934 foi nomeado cônsul-geral de Portugal no Rio de Janeiro, encontrando-se no exercício dessas funções em 1937.
A partir de 4 de Julho de 1940, por ordem de Salazar, chefiou juntamente com o diplomata Pedro Tovar de Lemos, o Conde de Tovar, uma investigação sobre os vistos e passaportes assinados por Aristides de Sousa Mendes, cônsul geral em Bordéus, contra as normas do Ministério dos Negócios Estrangeiros de Portugal, e o subsequente processo disciplinar. Ambos eram considerados de reputação pró-Eixo. Na época exercia as funções de chefe de legação e chefe da Repartição das Questões Económicas.
Em 1941 era director geral da Direcção Geral dos Negócios Estrangeiros e Consulares, em Portugal.
Em 1946 era ministro plenipotenciário de 2ª classe, fazendo parte do Conselho do Ministério dos Negócios Estrangeiros. A 27 de Dezembro do mesmo ano tomou posse como chefe da legação Portuguesa em Pretória, na África do Sul, cargo que exerceu até Março de 1954. A 15 de Junho desse mesmo ano apresentou credenciais como chefe da legação de Portugal em Atenas, Grécia, na qualidade de Ministro Plenipotenciário, residindo na mesma cidade, servindo o mesmo cargo até 21 de Novembro de 1960.
Faleceu em 1967, sendo homenageado pela Sociedade de Geografia de Lisboa, da qual era sócio.